# Subbaraman Meenakshi
Subbaraman Meenakshi (ur. 24 października 1981 w Nowym Delhi) – indyjska szachistka, arcymistrzyni od 2004 roku.

## Kariera szachowa
W latach 1991–2001 kilkukrotnie reprezentowała Indie na mistrzostwach świata juniorek w różnych kategoriach wiekowych. W 1998 r. zdobyła w Raszcie tytuł wicemistrzyni Azji juniorek do 20 lat, natomiast w 2001 r. w rozgrywkach tych podzieliła II-III miejsce (wspólnie z Tanią Sachdev). W 2000 r. zdobyła tytuł wicemistrzyni Indii. W 2002 r. odniosła znaczny sukces, awansując do ćwierćfinału turnieju o Puchar Świata, w którym przegrała z Xu Yuhua. W 2004 r. zdobyła w Bejrucie srebrny medal indywidualnych mistrzostw Azji.
Trzykrotnie startowała w pucharowych turniejach o mistrzostwo świata, za każdym razem przegrywając swoje mecze w I rundach: w 2000 r. z Jeleną Zajac, w 2004 r. z Iwetą Radziewicz oraz w 2006 r. z Tatjaną Kosincewą. W 2000 i 2002 r. reprezentowała Indie na szachowych olimpiadach, natomiast w 2003 r. – na drużynowych mistrzostwach Azji (w zespole Indii–B), na których zdobyła brązowy medal za indywidualny wynik na I szachownicy.
Najwyższy ranking w dotychczasowej karierze osiągnęła 1 lipca 2009 r., z wynikiem 2357 punktów dzieliła wówczas 102-104. miejsce na światowej liście FIDE, jednocześnie zajmując 5. miejsce wśród indyjskich szachistek.